# Троицкий мост (Москва)
Тро́ицкий (Ризоположе́нский) мост — один из старейших каменных мостов в Москве через реку Неглинную и единственный уцелевший до нашего времени; соединяет Кутафью и Троицкую башни Московского Кремля.

## История
По мнению историка Москвы И. Е. Забелина, первый каменный Троицкий мост, вероятно, был построен уже в 1367 году, одновременно с возведением каменных стен Кремля. В документах 1475 года упоминается как «большой каменный мост».
Девятипролётный кирпичный мост был сооружен в 1516 году по проекту итальянского архитектора Алевиза Фрязина примерно в одно время с основным комплексом сооружений современного Кремля. Назывался он тогда Ризоположенский, по тогдашнему названию Троицких ворот.
Некоторые пролёты моста были непроточными и создавали дамбу на реке Неглинная, поэтому выше Троицкого моста находился пруд (аналогично, выше по течению находился пруд, созданный дамбой у Воскресенского моста). Запруды на реке Неглинная использовались в фортификационных целях.
Троицкий мост соединял район Кремля с торговым и ремесленным Белым городом за рекой Неглинной — Занеглименьем. Парадный путь через мост внутрь Кремля вёл к Патриаршим палатам и к покоям царицы и царевен (Золотая Царицына палата); из Кремля дорога через мост вела на северо-запад — по Волоцкой (Волоколамской) — и запад — Смоленской дорогам.
„На сем-то мосту 30 апреля 1598 года встречен был духовенством, синклитом, воинством и всеми гражданами избранный на царство Борис Годунов ".
В XVI — XVIII веках вблизи Троицкого моста располагалось большое количество торговых лавок.
В XVII веке мост имел деревянную подъёмную часть. В конце XVIII века вплоть до моста построили набережные, которые в 1817-1823 годах разобрали и у стен Кремля разбили сад и сохранили пруды. В это время мост имел 13 пролётов.
После пожара 1812 года была проведена реконструкция всей территории, прилегающей к Кремлю, под руководством архитектора О. И. Бове. Река Неглинная была перекрыта сводами, в результате Троицкий мост потерял своё прежнее назначение и оказался в центре Александровского сада, однако по-прежнему составляет часть пути в Кремль через Троицкие ворота.
При устройстве Александровского сада к Троицкому мосту пристроили пологие сходы и лестницы для прохода с моста в сад.
Троицкий мост неоднократно перестраивался. Около 1793 года были выложены своды над арочными проёмами и сделаны другие изменения. В 1876 году мост был реставрирован. А в 1901 году заново перестроен, после чего приобрёл современный вид. При этом заложили все арки, кроме центральной, сходы и лестницы сломали и по мостовому парапету поставили двурогие зубцы  В 1975 году мост отреставрировали и освободили его юго-западный фасад от пристройки.
Большие реставрационные работы были проведены в 70-х годах XX века, а также в 2000 году.